# Lingua timucua
La lingua  timucua era una lingua amerinda isolata, parlata dai nativi americani della Popolazione Timucua, composta da parecchie tribù che parlavano dialetti simili. Si è estinta verso la fine del XVIII secolo.

## Presentazione
La Popolazione Timucua viveva nel Nord della Florida attuale e nella zona meridionale della Georgia. Forse esisteva anche un piccolo gruppo isolato che viveva in Alabama, ma le notizie sono scarse e non tutti gli studiosi le accreditano. 

## Storia
Quasi tutto di ciò che si conosce sulla lingua, deriva dai lavori del padre Francisco Pareja, un missionario francescano che arrivò a St. Augustine nel 1595. Durante i suoi 31 anni di servizio tra i Timucua, sviluppò un sistema di scrittura per la lingua, il primo per una lingua indigena nelle Americhe. Pubblicò diversi catechismi bilingui Spagnolo-Timucua, ed una Grammatica della lingua Timucua, tra il 1612 ed il 1627. 
Nel 1763 gli inglesi occuparono la Florida alla fine della Guerra dei sette anni, e molti coloni e missionari spagnoli, inclusi gli ultimi rimasti locutori Timucua, fuggirono a Cuba. Qui, realisticamente, si fusero con altri gruppi perdendo la propria identità, facendo diventare il timucua una lingua morta.

## Origine ignota
Generalmente il timucua è considerato una lingua isolata, non essendo  geneticamente correlata ad alcuna lingua parlata nell'America del Nord. Si è tentato di compararla ad alcune famiglie linguistiche nordamericane (Lingue muskogean, lingue caribe, Lingue siouan, Lingue algonchine, Lingue arawak, ecc.) senza riuscire però a trovare qualche contatto con esse.
Il linguista Julian Granberry ha suggerito che la lingua timicua poteva essere un sistema linguistico 
creolo, con apporti venuti dalla Colombia e dal Venezuela.

## Vocabolario elementare
| Italiano | Timucua |
| -------- | ------- |
| uno      | yaha    |
| due      | yucha   |
| tre      | hapu    |
| uomo     | biro    |
| donna    | nia     |
| cane     | efa     |
| sole     | ela     |
| luna     | acu     |
| acqua    | ibi     |
| porta    | unuchua |
| fuoco    | taca    |
| tabacco  | hinino  |
| pane     | pesolo  |
| bere     | ucu     |

### Un semplice testo
Questo passo è preso dal Confessionario del padre Pareja, in cui un prete interroga un indigeno pronto alla conversione. Viene riportato il testo in Timucua e Castigliano dell'epoca, dall'originale, segue una traduzione italiana.
Hachipileco, cacaleheco, chulufi eyolehecote, nahebuasota, caquenchabequestela, mota una yaruru catemate, caquenihabe, quintela manta bohobicho?
La graja canta o otra aue, y el cuerpo me parece que me tiembla, señal es que vine gente que ay algo de nuebo, as lo assi creydo?
Credi che quando il corvo o un altro uccello canta e il corpo trema, ciò sia un segnale che  persone stiano venendo o che qualcosa di importante stia per accadere?